# رابرت برنکویست
رابرت دین سیلوا برنکویست (زادهٔ ۱۹ مهر ۱۳۵۵) یک اسکیت‌برد سوار حرفه‌ای برزیلی-آمریکایی است که در طول حرفه‌اش برای کشور برزیل رقابت کرده است. در سال ۲۰۱۰، او اولین اسکیت‌برد سواری شد که ترفند "۹۰۰ درجه معکوس" را به‌درستی اجرا کرد و برنکویست پنجمین شخص در تاریخ شد که این ترفند را با موفقیت به پایان رسانده است.

## دوران کودکی
برنکویست در ریو دو ژانیرو، برزیل به دنیا آمد و والدینش دین رایلی برنکویست و دورا سیلوا هستند. پدرش از نسل سوئدی-آمریکایی است، در حالی که مادرش برزیلی از میناس گریاس است. او دو خواهر به نام‌های ربکا و می‌لنا دارد. او تمرینات اسکیت‌برد خود را در زادگاهش سائو پائولو از سن ۱۱ سالگی آغاز کرد و در سن ۱۴ سالگی حرفه‌ای شد. او دارای تابعیت دوگانه برزیل و ایالات متحده است.

## زندگی حرفه‌ای

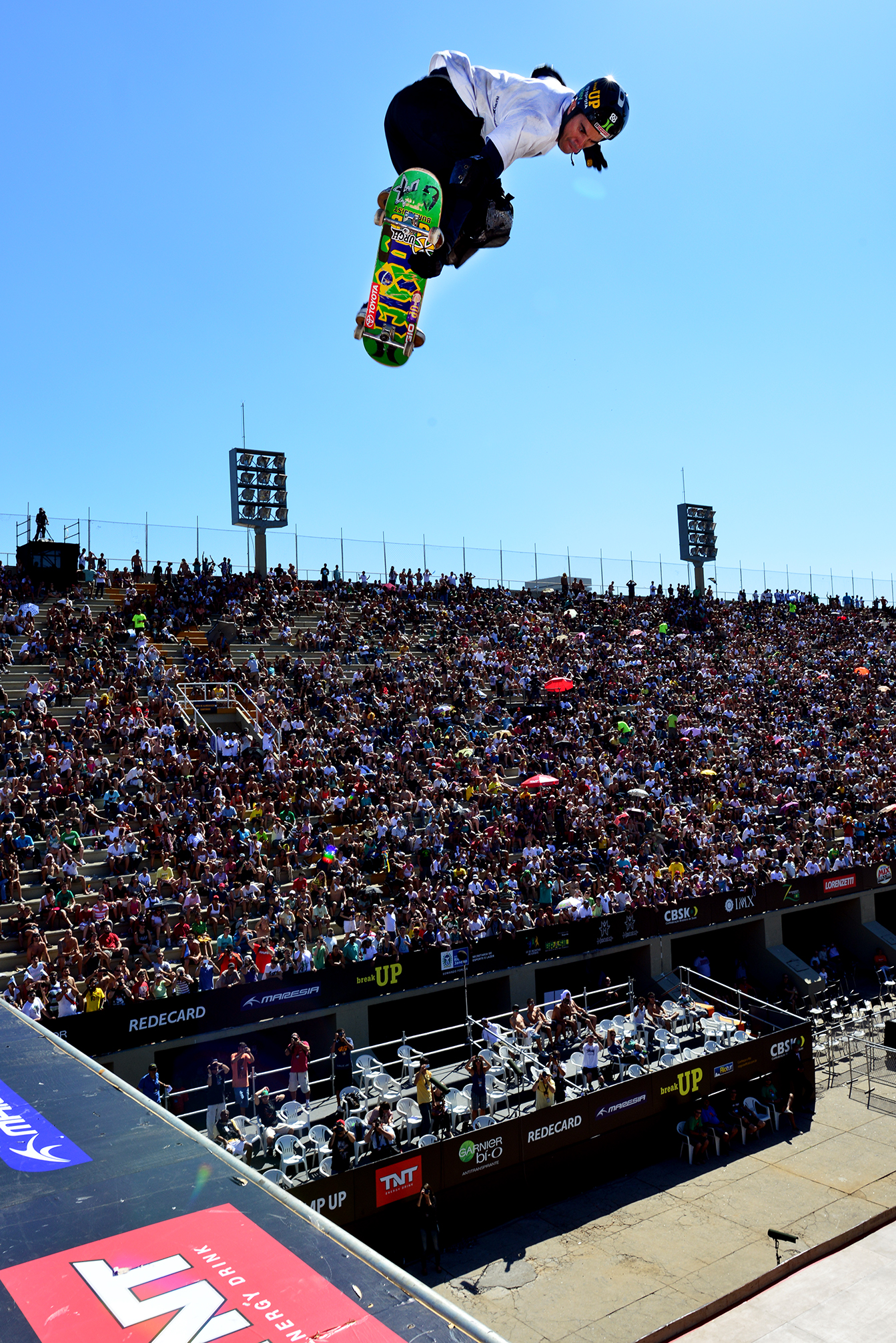
برنکویست در حال اسکیت‌برد سواری در سال ۲۰۱۲

برنکویست در زمینه‌های اسکیت‌برد با وضعیت بدنی معکوس و خلق ترفندهای عمودی تخصص دارد. او ترفند امضا شده‌ای به نام "وی ویلی گرانید" دارد. در سال ۲۰۰۰، برنکویست در مسابقه بهترین ترفند ایکس گیمز برنده شد و با ترفند معروف ۹۰۰ درجه معکوس، به مقام اول دست یافت.
بزرگ‌ترین موفقیت برنکویست تا به امروز در مسابقه ورت ایکس گیمز ۲۰۰۱ به دست آمده است. قبل از اجرای نهایی‌اش (آخرین اجرا در این رویداد)، او در جایگاه دوم و پشت سر قهرمان دو دوره متوالی ایکس گیمز یعنی باکی لاسک، قرار داشت. برنکویست اجرایی بی‌نقص ارائه داد که شامل چندین ترفند بود که قبلاً هرگز دیده نشده بودند و به همین دلیل نامی نداشتند. برنکویست با نمره ۹۸ از ۱۰۰، دومین نمره بالاترین در نمرات تاریخ ایکس گیمز در بخش اسکیت‌برد را به دست آورد.
برنکویست در ایکس گیمز ۲۰۰۵ در مسابقه بهترین ترفند ورت مدال طلا را به دست آورد و در بخش ورت در جایگاه چهارم و در مسابقه بیگ ایر در جایگاه ششم قرار گرفت.
در سال ۲۰۰۶، برنکویست پس از تلاش برای اجرای ترفند ۵۰-۵۰ به دره بزرگ کنیون، یک بیس‌جامپ را کاملا انجام داد. اولین تلاش او تقریباً به قیمت جانش تمام شد زیرا او نوار محافظ را از دست داد و از کنترل خارج شد، اما توانست خود را دوباره کنترل کرده و چتر نجاتش را به‌طور موفقیت‌آمیز باز کند. پس از انجام برخی تنظیمات در رمپ پرتاب، تلاش دوم او بدون مشکل انجام شد. این نمایش در یک قسمت از برنامه تلویزیونی استانت جانکیز به نمایش درآمد.
در ایکس گیمز ۲۰۱۳ در بارسلونا، برنکویست به اولین اسکیت‌برد سواری تبدیل شد که به‌طور متوالی چهار بار در اسکیت‌برد بیگ ایر به مقام قهرمانی رسید (۲۰۱۱–۲۰۱۲ در لس‌آنجلس، ۲۰۱۳ فوز دو ایگوآسو، ۲۰۱۳ بارسلونا پیروزی‌های قبلی او بودند). او همچنین با دوچرخه‌سوار بی‌ام‌ایکس دیو میرا هم‌تراز شد و به عنوان ورزشکاری با بیشترین مدال‌های ایکس گیمز در تاریخ شناخته شد و تعداد ۲۴ مدال به نام خود ثبت کرد.
در ایکس گیمز ۲۰۱۳ در مونیخ، برنکویست به ثبت رکوردهای جدید ادامه داد و مدال طلا دیگری در اسکیت‌برد بیگ ایر به دست آورد و تعداد پیروزی‌هایش را در این رویداد به پنج سال متوالی افزایش داد و به تنها رکورد دار بیشترین مدال‌های ایکس گیمز در تاریخ تبدیل شد و تعداد مدال‌هایش به ۲۵ رسید.
در ایکس گیمز آستین ۲۰۱۵، برنکویست مدال طلا را در اسکیت‌برد بیگ ایر به دست آورد. بعد از آن، او در طول تمرین‌های ورت همان هفته، دچار شکستگی ساعد دست چپ شد. در روز سوم، برنکویست مدال طلا دیگری در بیگ ایر داولز، در اولین حضور خود در ایکس گیمز به دست آورد. شریک او دوچرخه‌سوار بی‌ام‌ایکس مورگان وید بود که آن‌ها مجموعاً ۹۰ امتیاز کسب کردند (۴۳ از مورگان، ۴۷ از برنکویست). برنکویست ایکس گیمز آستین ۲۰۱۵ را با مدال نقره در بهترین ترفند ورت به پایان رساند و بدین ترتیب مجموع مدال‌های تابستانی ایکس گیمز او به ۳۰ رسید که شامل ۱۴ مدال طلا بودند.
در ایکس گیمز مینیاپولیس ۲۰۱۷، برنکویست از بازنشستگی خود از ایکس گیمز خبر داد او از سال ۱۹۹۷ تا ۲۰۱۵ (به‌استثنای سال ۲۰۰۴) در هر دوره از این رویداد یک مدال به دست آورده بود. او رکورد بیشترین مدال‌های کسب‌شده در ایکس گیمز توسط یک فرد را با مجموع ۳۰ مدال (۱۴ طلا، ۸ نقره و ۸ برنز) در اختیار دارد، و رکورد بیشترین مدال‌های طلا در ایکس گیمز تابستانی را با مجموع ۱۴ مدال را نیز ثبت کرده است. او تنها فردی است که در تمام دوره‌های تابستانی ایکس گیمز، از اولین رقابت در سال ۱۹۹۵ تا ۲۰۱۷، شرکت کرده است.